# Gundelfingen an der Donau
Gundelfingen an der Donau település Németországban, azon belül Bajorországban. Lakosainak száma 8026 fő (2023. december 31.).

## Népesség
A település népessége az elmúlt években az alábbi módon változott:
| Lakosok száma | 2517 | 4520 | 5316 | 6492 | 7670 | 7622 | 7763 | 7705 | 7934 | 8026 |
|               | 1875 | 1950 | 1975 | 1987 | 2012 | 2014 | 2016 | 2017 | 2021 | 2023 |

## Fekvése
Gundremmingen mellett fekvő település.

## Leírása
Gundelfingen an der Donau neve ellenére nem a Duna, hanem a Brenz-patak partján fekszik. Fölötte a Harmincéves háborúban elpusztított Hohengundelfingen-vár romjai láthatók.
A város arculatára rányomják bélyegüket a közeli atomerőmű új lakótelepei.

## Galéria

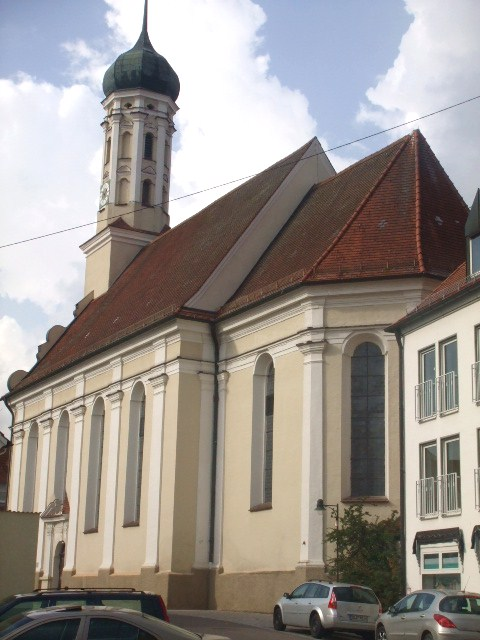
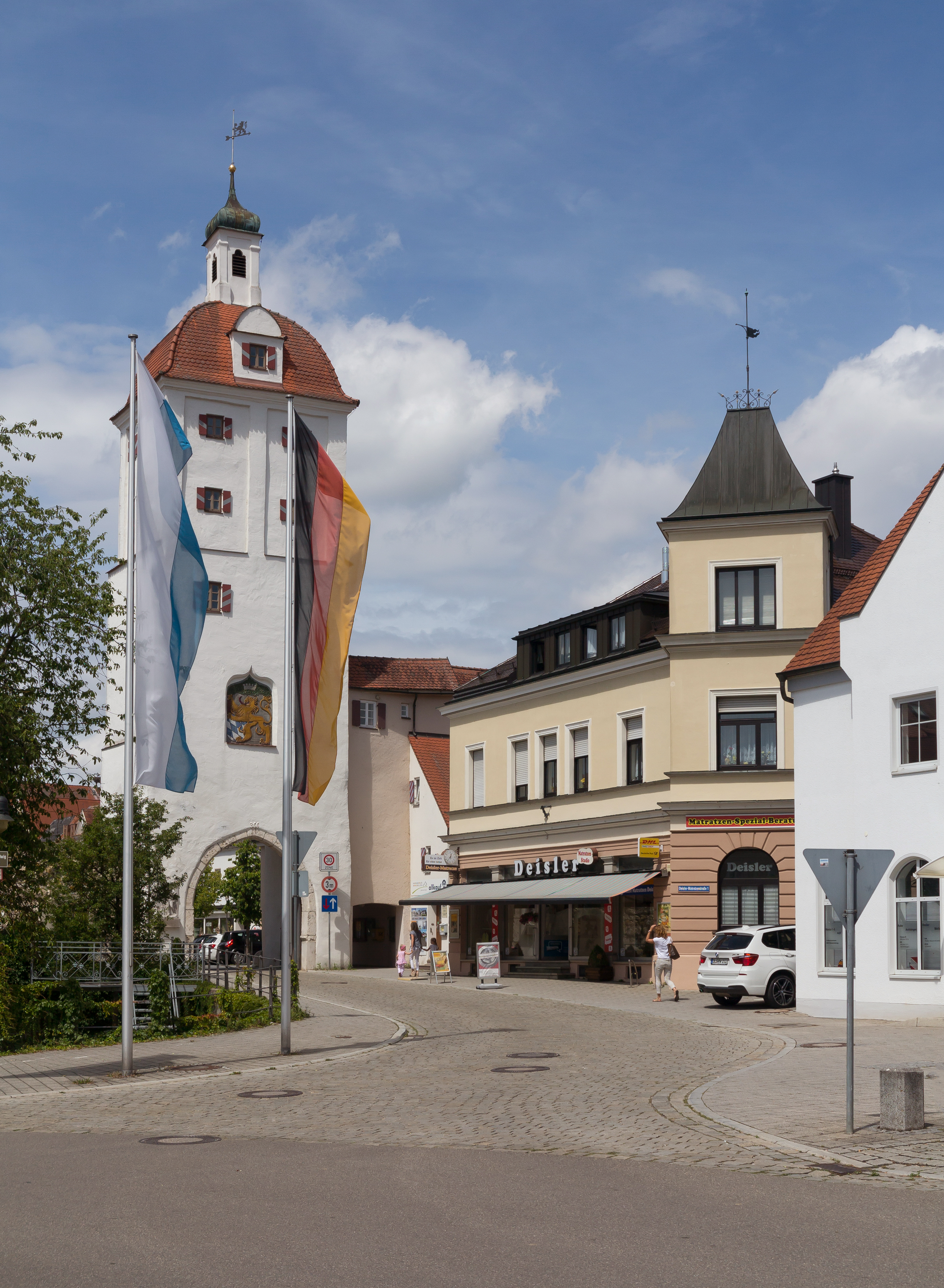
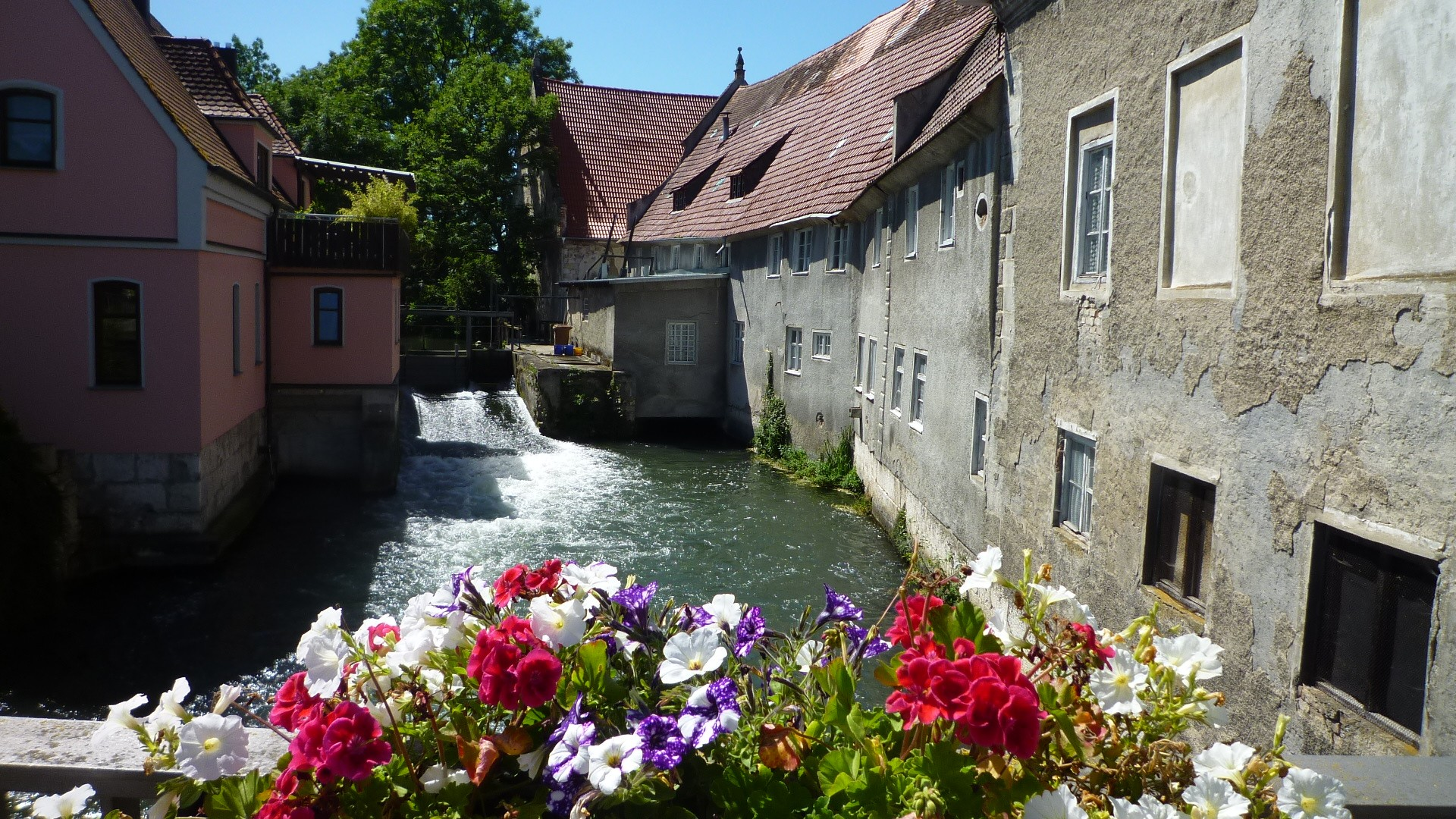
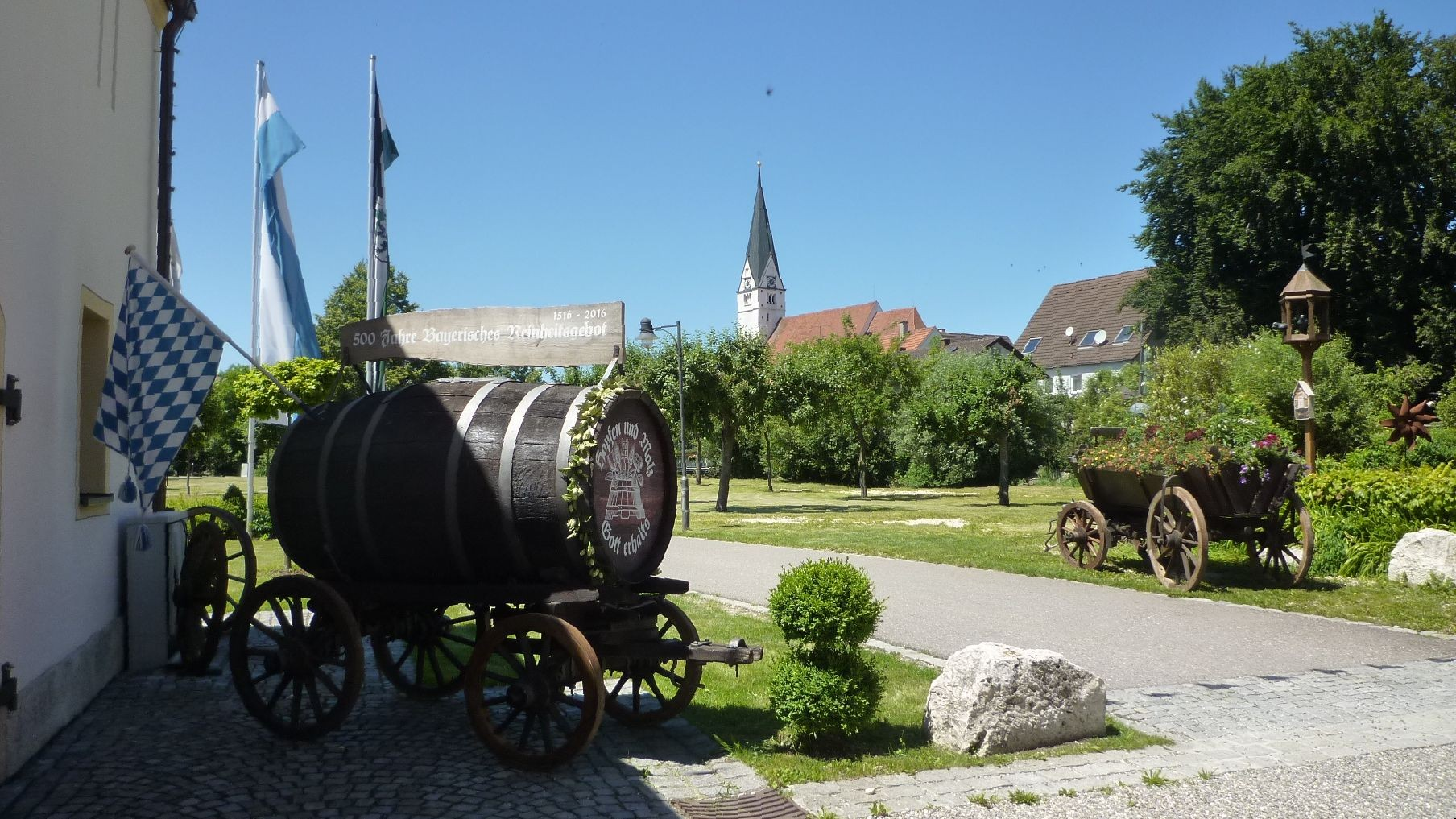